# Welkom in de jaren 60
Welkom in de jaren 60 is een komische, educatieve Schooltv-serie uit 2016, die bestaat uit acht delen en gericht is op kinderen in de leeftijd van negen tot en met twaalf jaar. Het programma is onderdeel van de reeks Welkom in de geschiedenis.

## Inhoud
In elke aflevering kijken twee jaren 60-burgers (Alex Klaasen en Ellen Pieters) naar de talkshow van de schaamteloze presentatrice Dorine Goudsmit (Plien van Bennekom), die een of meerdere belangrijke personen uit de jaren 60 ontvangt, zoals Neil Armstrong, Annie M.G. Schmidt of Ramses Shaffy, om het met hen te hebben over de periode waarin zij leefden. Aan de hand van onder meer een kennisquiz en humoristische sketches krijgt de kijker informatie over verschillende gebeurtenissen in de jaren 60 en aspecten van de hippiecultuur.

## Acteurs
N.B.: de onderstaande lijst met acteurs is incompleet, alsook de rollen die zij spelen. Het leeuwendeel van de acteurs geeft meerdere personages gestalte, zowel historische als fictieve.
| Naam                  | Rol(len) |
| --------------------- | --- |
| Plien van Bennekom    | Dorine Goudsmit |
| Pierre Bokma          | Joeri Gagarin, Robert Jasper Grootveld                                                                                             |
| Tina de Bruin         | Jacqueline Bouvier Kennedy |
| Guy Clemens           | Wim Sonneveld, Hendrik Jan van der Molen                                                                                           |
| Roos van Erkel        | verslaggeefster modepolitie, Dolle Mina                                                                                            |
| Tygo Gernandt         | Floris (Rutger Hauer) |
| Tjebbo Gerritsma      | Louis Washkansky, Amerikaans hoofd veiligheidsdienst                                                                               |
| Hein van der Heijden  | Willy Brandt, Amerikaanse generaal                                                                                                 |
| Maarten Heijmans      | jonge Ramses Shaffy, Boudewijn de Groot                                                                                            |
| Marc-Marie Huijbregts | Sindala |
| Sergio IJssel         | Jimi Hendrix |
| Hans Kesting          | Neil Armstrong, Willem Duys, Spaanse gastarbeider, marinier                                                                        |
| Alex Klaasen          | televisiekijker (Maarten), Ramses Shaffy, Toon Hermans, Elvis Presley, Bart Huges, Gijs van Hall, Buzz Aldrin, Turkse gastarbeider |
| Gijs de Lange         | Nikita Chroesjtsjov, Agent Kees, Wilhelmus Marinus Bekkers, jurylid Hit of Herrie (Huub), sergeant De Vries                        |
| Marjan Luif           | Annie M.G. Schmidt |
| Peter Paul Muller     | John F. Kennedy |
| Anniek Pheifer        | Diana Dobbelman (gravin Ada) |
| Ellen Pieters         | televisiekijker (Trui), jonge prinses Beatrix                                                                                      |
| Martine Sandifort     | Juliana der Nederlanden, Conny Stuart, vrouw met gas in de tuin, bermtoerist, Dolle Mina                                           |
| Elise Schaap          | verslaggeefster modepolitie, presentatrice Prinses zoekt Prins (Yvon Jaspers)                                                      |
| Laus Steenbeeke       | Reinier Paping, Russisch hoofd veiligheidsdienst                                                                                   |
| Dick van den Toorn    | |
| Rop Verheijen         | jurylid Hit of Herrie (Hilbert) |
| Lies Visschedijk      | Koosje Koster |
| Remko Vrijdag         | quizleider, Michael Collins, Mick Jagger, Paul McCartney, Italiaanse gastarbeider, marinier                                        |
| Ilse Warringa         | Liesbeth List, Hetty Blok, vrouw met gas in de tuin, Dolle Mina                                                                    |
| Jip Smit              | jonge Liesbeth List |
| Olga Zuiderhoek       | prinses Beatrix |
| Rogier in 't Hout     | Christiaan Barnard, Agent Wim, Wim T. Schippers, Rinus Wehrmann, Russische generaal                                                |
| Leonoor Koster        | jurylid Hit of Herrie (Hannie) |
| Paul R. Kooij         | bermtoerist |
| Pim Muda              | Claus van Amsberg, Wernher von Braun, Keith Richards, John Lennon                                                                  |
| Marcel Hensema        | Paul Verhoeven |
| Michiel Nooter        | Tim Beekman (sergeant in Floris)                                                                                                   |
| Birgit Schuurman      | Yoko Ono |

## Afleveringen
| Nr. | Titel            | Uitzenddatum      |
| --- | ---------------- | ----------------- |
| 1   | Wetenschap       | 3 september 2016  |
| 2   | Welvaart         | 10 september 2016 |
| 3   | Dagelijkse leven | 17 september 2016 |
| 4   | Kunst            | 24 september 2016 |
| 5   | Protest          | 1 oktober 2016    |
| 6   | De wereld        | 8 oktober 2016    |

## Prijzen
In 2017 werd het programma bekroond met de televisieprijs De tv-beelden in de categorie Beste jeugdprogramma.